# Wrzeszcz
Wrzeszcz (niem. Langfuhr) – część Gdańska, znajdująca się na północ od Śródmieścia, nad strugą Strzyżą. W latach 1992–2010 dzielnica Gdańska, współcześnie jego terytorium jest podzielone pomiędzy dwie dzielnice: Wrzeszcz Dolny i Wrzeszcz Górny.

## Etymologia nazwy
Dawne nazwy: Vriest, Vriezst (1263), Vryst (1342), Langenfort (1404), Lange Vore (1480), Langen Furth (1778), Langefurt (1780), Lange Fuhre (1822), Danzig – Langfuhr (1906), Lęgfor (1923), w niektórych źródłach Langfur.
Nazwa Wrzeszcz pochodzi od dawniejszych nazw Wrest i Wrzost, które z kolei oznaczają wrzos (niegdyś na tych terenach istniał las z wrzosowiskiem).
Z dokumentu księcia Świętopełka wystawionego w dniu św. Katarzyny 25 listopada 1263 wynika, że dawna nazwa brzmiała Vriezst. W 1404 osadę nazwano Langfuhr – w tym czasie Krzyżacy mieli w niej swoje folwarki.
Langfuhr w języku niemieckim oznacza „długi przejazd” (tu: „długi podjazd”, co miało odnosić się do faktu, że położenie Wrzeszcza wyznaczało skrzyżowanie ówczesnych ciągów komunikacyjnych). Według innych źródeł nazwa ta znaczyła „długi bród” i odnosiła się do konieczności przeprawy przez potoki: Królewski, Jaśkowej Doliny i Strzyży w drodze z Gdańska do Oliwy.
28 marca 1949 ustalono stosowaną wcześniej w języku polskim nazwę Wrzeszcz, jako urzędową polską nazwę miejscowości, określając drugi przypadek jako Wrzeszcza, a przymiotnik – wrzeszczański.

## Historia
Po raz pierwszy osada została wspomniana w dokumencie księcia Świętopełka w dniu św. Katarzyny 25 listopada 1263. W XIII wieku była własnością kościoła św. Katarzyny. W 1345 Wrzeszcz został przejęty przez Zakon Krzyżacki (komturia gdańska). Od 1404 wieś na prawie chełmińskim. Na początku XV wieku w osadzie Krzyżacy mieli swoje folwarki. Od XV do XVIII wieku własność patrycjuszowska. Wieś stanowiąca własność miejską, położona była w drugiej połowie XVI wieku w powiecie gdańskim województwa pomorskiego. W 1772 został włączony do Królestwa Prus, od 1807 wieś w obrębie Wolnego Miasta Gdańska. W 1809 liczył zaledwie 908 mieszkańców.
Od XVII wieku we Wrzeszczu mieli własny cmentarz Żydzi.
Wrzeszcz został administracyjnie przyłączony do miasta 17 marca 1814.
Do lat 70. XIX w. Wrzeszcz miał charakter letniskowy (w 1837 założono jeden z pierwszych w Europie miejskich parków (Park Jaśkowej Doliny), istniały tu także liczne dwory i podmiejskie posiadłości), bardziej intensywna zabudowa istniała przy głównym trakcie łączącym Gdańsk z Oliwą (Hauptstraße, obecna al. Grunwaldzka i dalej Pelonken, ul. Polanki). Działały tu pojedyncze folwarki i zakłady przemysłowe (cegielnia, gorzelnie, browary, piekarnia) oraz młyny, kuźnice i fabryki popiołu, wykorzystujące wody wrzeszczańskich potoków.
W 1864 regularnie zaczął jeździć z Gdańska do Sopotu omnibus konny. W 1870 powstała tu linia kolejowa z dworcem Gdańsk Wrzeszcz, w 1873 zbudowano linię tramwaju konnego i otwarto browar w Kuźniczkach. W 1896 zbudowano linię tramwaju elektrycznego łączącego Wrzeszcz z Gdańskiem.

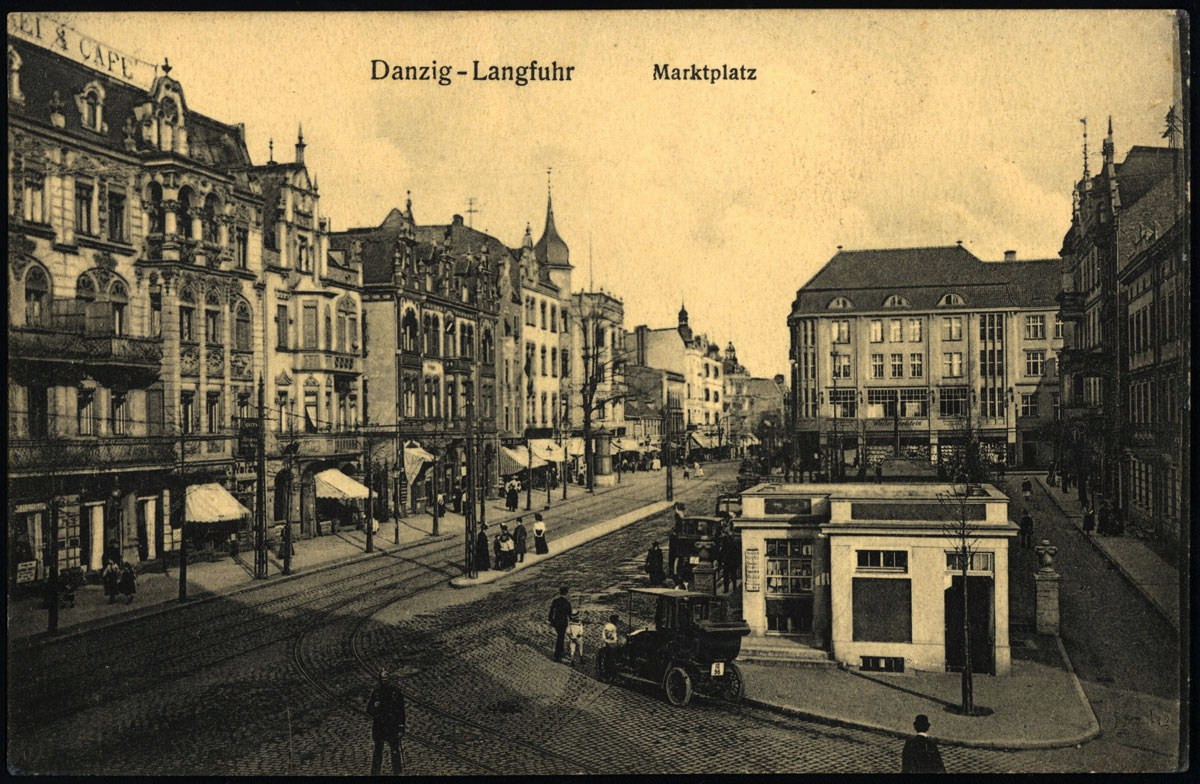
Rynek we Wrzeszczu, ok. 1900

Gwałtowny rozwój dzielnicy nastąpił na przełomie XIX i XX w. Od 1893 rozpoczęto doprowadzanie sieci wodno-kanalizacyjnej do wszystkich budynków. W okresie 1899–1914 częściowo zelektryfikowano dzielnicę prądem z miejskiej elektrowni na Ołowiance, w 1904 podłączono do sieci gazowej. W 1906 przy ówczesnej ul. An der Abstmühle (dziś Leczkowa) powstał okazały gmach szkolny, obecnie Centrum Szkolenia Nauczycieli.
W latach 1913–1917 poprowadzono po nasypie linię kolejową i zbudowano wiadukty nad obecnymi al. Hallera, ul. Miszewskiego-Wyspiańskiego i Wajdeloty. 6 października 1899 poświęcono kościół ewangelicki przy ul. Sobótki 20 (Am Johannisberg), w styczniu 1911 ukończono budowę świątyni katolickiej przy ul. ks. Zator-Przytockiego (Schwarzer Weg).
W 1904 założono Królewską Wyższą Szkołę Techniczną (Königliche Technische Hochschule zu Danzig), istniejącą do dziś jako Politechnika Gdańska, najstarsza w granicach współczesnej Polski. W 1905 dzielnica liczyła 24 tys. mieszkańców, a już w 1934 było ich ponad 55 tys. Od 1910 funkcjonowało tu pierwsze lotnisko na terenie Gdańska (lotnisko Gdańsk-Wrzeszcz) oraz pierwsze w granicach współczesnej Polski. W latach 1911–1913 w związku ze sprawowaniem dowództwa nad 1 Regimentem w miejscowej Brygadzie Huzarów Śmierci w dzielnicy mieszkał pruski następca tronu Wilhelm. W 1916 otwarto ewangelicki kościół przy ul. Mickiewicza (Bärenweg), w 1917 – w dawnym Zakładzie dla Niewidomych im. Wilhelma i Augusty – zakład dla ociemniałych żołnierzy przy ul. Do Studzienki (Heiligenbrunnerweg). W 1924 przy ul. Legionów otwarto przeniesioną w 1924 z Gdańska Szkołę Nawigacyjną, której budynek, znajdujący się w osi pl. Wybickiego, wieńczy charakterystyczna wieża obserwatorium (pierwotnie astronomicznego, następnie meteorologicznego). W 1929 torowisko tramwajowe przy ul. Szymanowskiego i Zamenhofa zostało przełożone na nowo powstałą ul. Wojska Polskiego. We Wrzeszczu w 1927 urodził się i mieszkał (przy ul. Lelewela, ówczesnej Labesweg) niemiecki pisarz, laureat literackiej Nagrody Nobla Günter Grass.
W okresie międzywojennym we Wrzeszczu znajdowało się jedno z największych skupisk Polaków w Gdańsku, w tym polska dzielnica określana jako Polenhof. Istniały polskie parafie katolickie (1925 – parafia św. Stanisława), działał polski klub sportowy KKS Gedania.
Po II wojnie światowej do 1948 Wielka Brytania utrzymywała konsulat (zob. Konsulat Generalny Wielkiej Brytanii w Gdańsku), mieszczący się w dawnej willi Patschkego przy ul. Uphagena 23. W 1945 ponownie otwarto konsulat generalny ZSRR w Gdańsku. Został umieszczony w budynku przy ul. Matki Polki 10 (któremu później zmieniono adres na ul. Batorego 15), gdzie mieści się do dziś. W 1962 władze Niemieckiej Republiki Demokratycznej powołały w Gdańsku konsulat generalny, mieszczący się przy al. Zwycięstwa 23 (w zbudowanym przed 1933 budynku b. Klubu Żeglarskiego; arch. Albert Carsten). Po likwidacji NRD w 1990, budynek stał się siedzibą konsulatu generalnego RFN.

## Transport

### Kolej

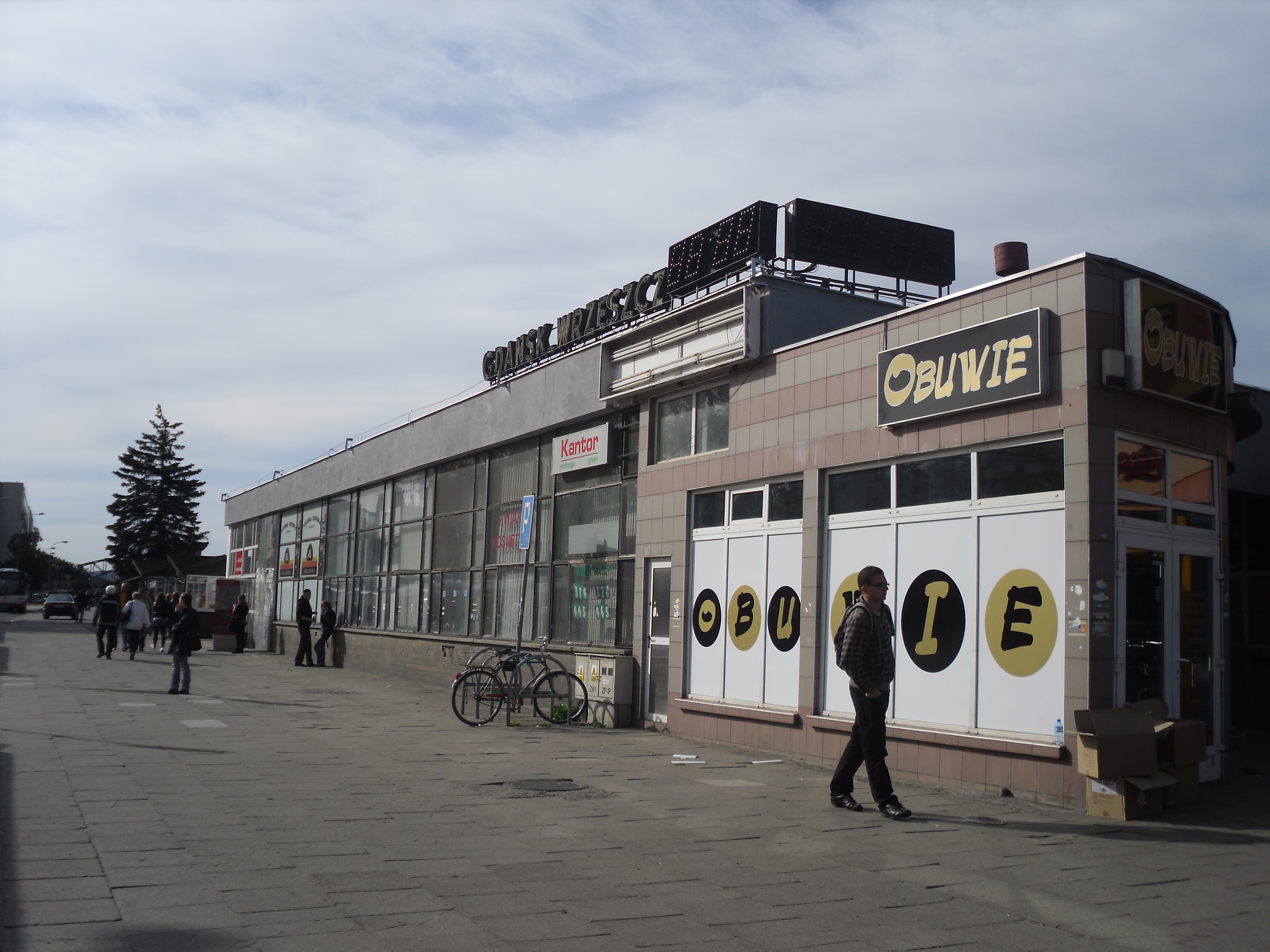
Dawny dworzec kolejowy Gdańsk Wrzeszcz, od strony placu

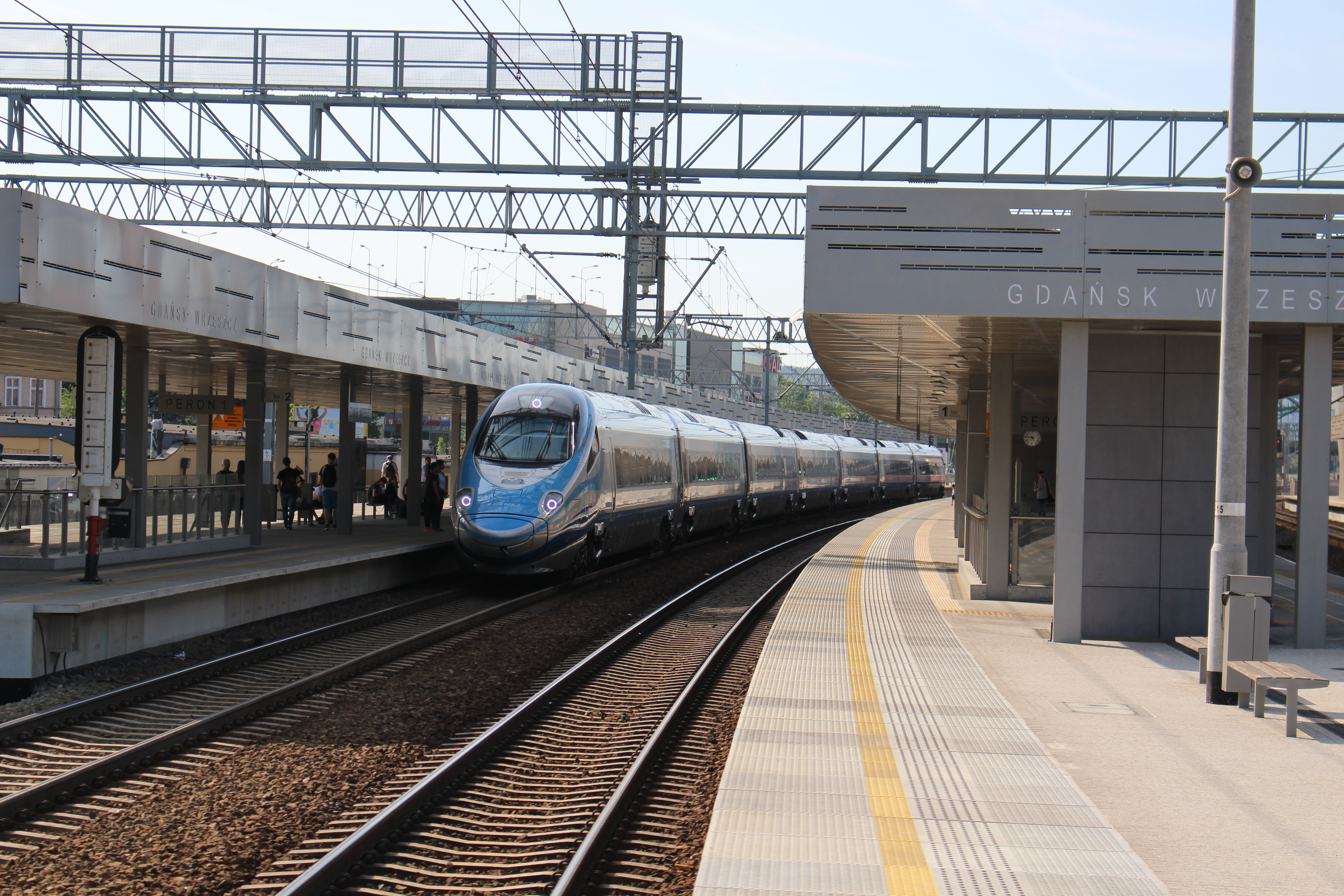
Dworzec Gdańsk Wrzeszcz (2016)

Na terenie dzielnicy znajduje się jedna z trzech największych stacji kolejowych w Gdańsku – Gdańsk Wrzeszcz. Stacja ta jest obsługiwana przez wszystkie pociągi pasażerskie kursujące po liniach 202 (PKP IC, PR, SKM w Trójmieście) i 250 (SKM w Trójmieście). Na stacji zaczynała się rozebrana po II wojnie światowej linia Wrzeszcz – Stara Piła. Dzięki jej odbudowie, zakończonej w 2015 roku, Wrzeszcz uzyskał połączenie z zachodnią częścią Gdańska, w tym portem lotniczym im. Lecha Wałęsy (zob. Pomorska Kolej Metropolitalna).
Na terenie dzielnicy znajdują się ponadto wyłączone w 2005 z eksploatacji przystanki osobowe Gdańsk Kolonia i Gdańsk Nowe Szkoty, znajdujące się w ciągu linii kolejowej Gdańsk Główny – Gdańsk Nowy Port.

### Tramwaje
Sieć tramwajowa w Gdańsku-Wrzeszczu składa się z dwóch ramion (al. Grunwaldzka i al. Hallera), które rozchodzą się przy Operze Bałtyckiej, oraz dwóch odnóg (w stronę pętli Zaspa ulicą Mickiewicza i w stronę centrum przez Jana z Kolna ulicą Kliniczną).
Przy ulicy Wita Stwosza znajduje się zajezdnia tramwajowa Wrzeszcz. Z formalnoprawnego punktu widzenia zajezdnia znajduje się w granicach dzielnicy Strzyża.

### Autobusy
Plac przed dworcem jest wykorzystywany przez jedną z największych pętli autobusowych w Gdańsku.

## Zabytki i interesujące miejsca
- Browar we Wrzeszczu przy ul. Kilińskiego 6-7 oraz Staw Browarny
- Nowa Synagoga z 1927 roku
- Kościół pw. św. Stanisława BM
- Kolegiata Gdańska
- Cerkiew prawosławna pw. św. Mikołaja, ul. Romualda Traugutta 45
- Dwór Studzienka
- Park Kuźniczki
- Politechnika Gdańska
- Ulica Wajdeloty
- Stadion przy ul. Kościuszki 49
- Czołg w al. Zwycięstwa w Gdańsku
- Koszary w Gdańsku-Wrzeszczu
- Indiańska Wioska
- Kompleks budynków przy al. Legionów 9 z l. 1912-1916, dawniej koszary pruskiego batalionu łączności, w czasie I wojny światowej szpital wojskowy, po 1920 Polski Dom Studencki, szkoła policyjna i obserwatorium meteorologiczne, 1939–1945 obiekt użytkowało Luftwaffe; od 1977 własność Uniwersytetu Gdańskiego (Wydział Biologii i Studium Wojskowe), obecnie nieużytkowany[14]
- Dwukondygnacyjny pawilon gastronomiczny (restauracja „Cristal”)[15]

## Szkoły artystyczne
- Zespół Szkół Muzycznych w Gdańsku-Wrzeszczu
  - Szkoła Muzyczna I st. im. Grażyny Bacewicz w Gdańsku-Wrzeszczu
  - Szkoła Muzyczna II st. im. Fryderyka Chopina w Gdańsku-Wrzeszczu
- Ogólnokształcąca Szkoła Baletowa w Gdańsku-Wrzeszczu

## Centra handlowe
- Manhattan
- Galeria Bałtycka
- Galeria Metropolia

## Galeria

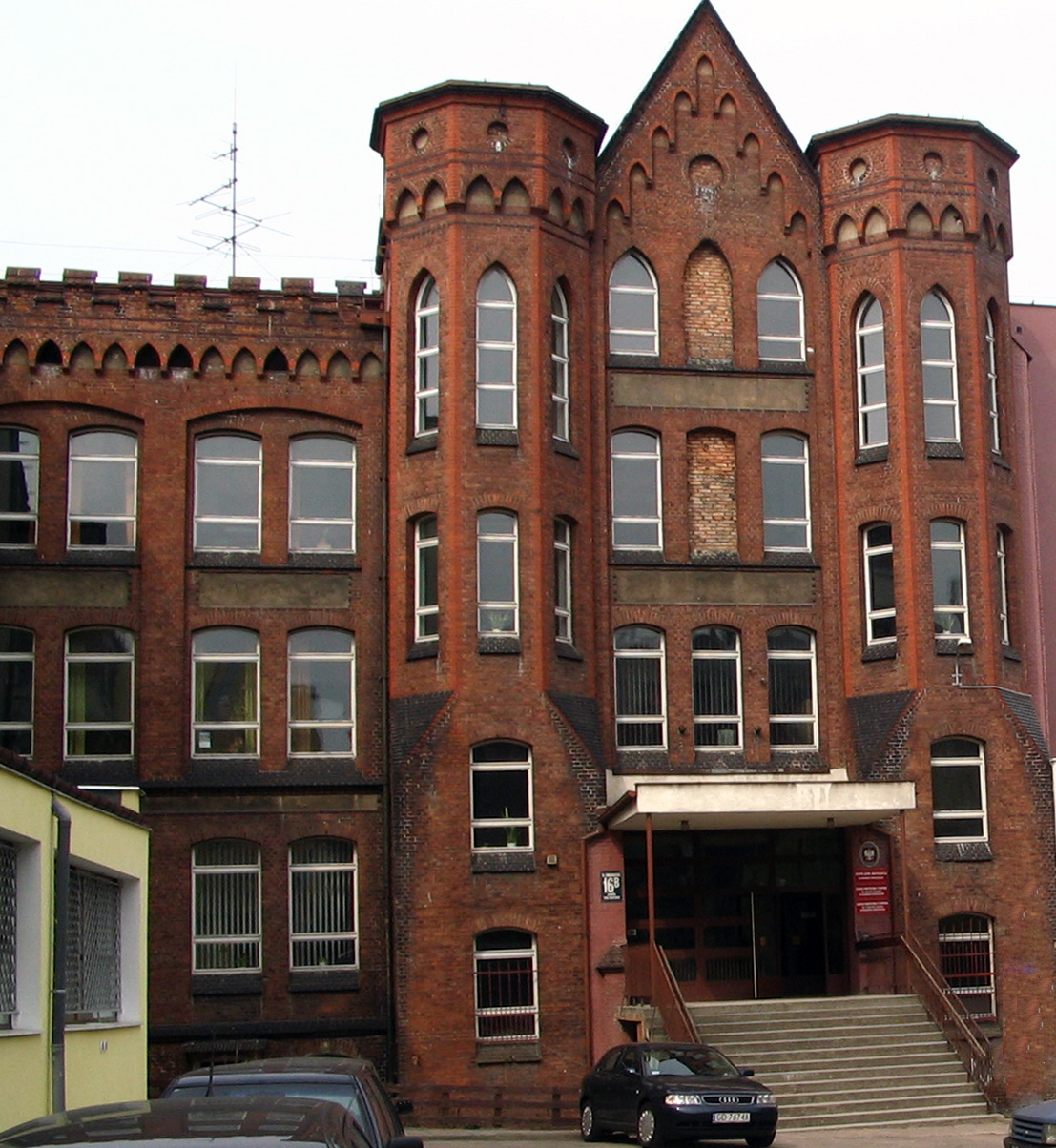
Szkoła Muzyczna I st. im. Grażyny Bacewicz przy ul. Dmowskiego 16b
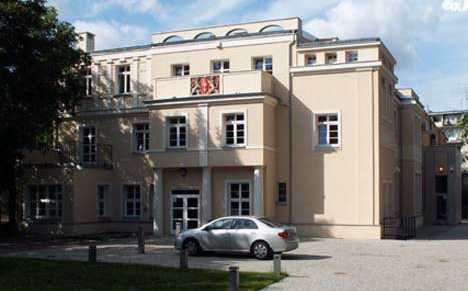
Szkoła Muzyczna II st. im. Fryderyka Chopina przy ul. Partyzantów 21a
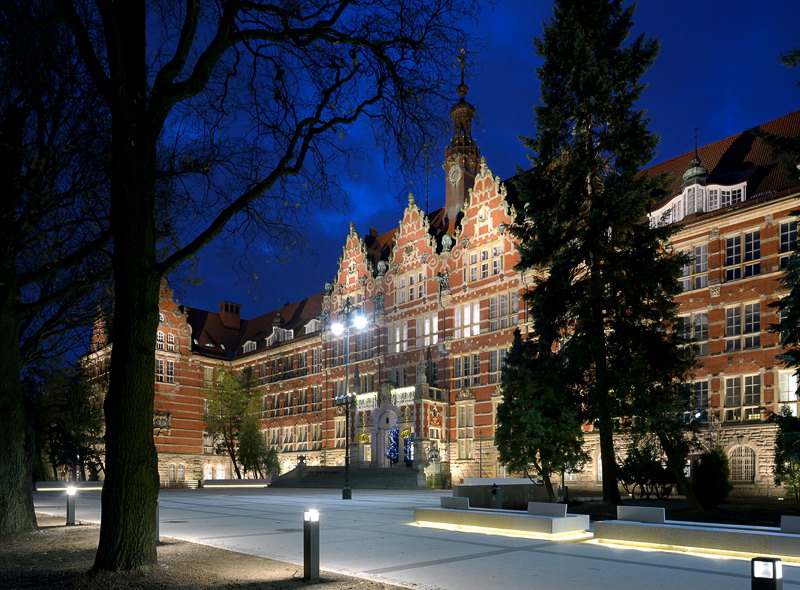
Politechnika Gdańska – wejście główne od strony ul. Brackiej
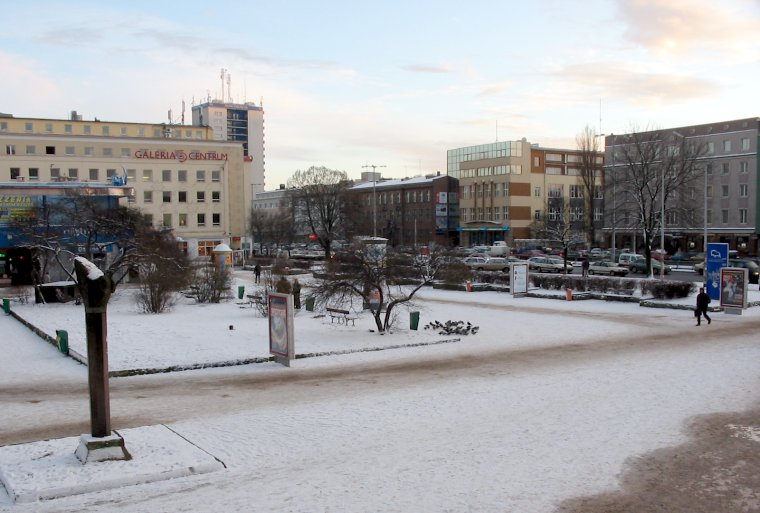
Plac Czerwonych Gitar[16] u styku ul. Klonowej i al. Grunwaldzkiej w zimowej szacie
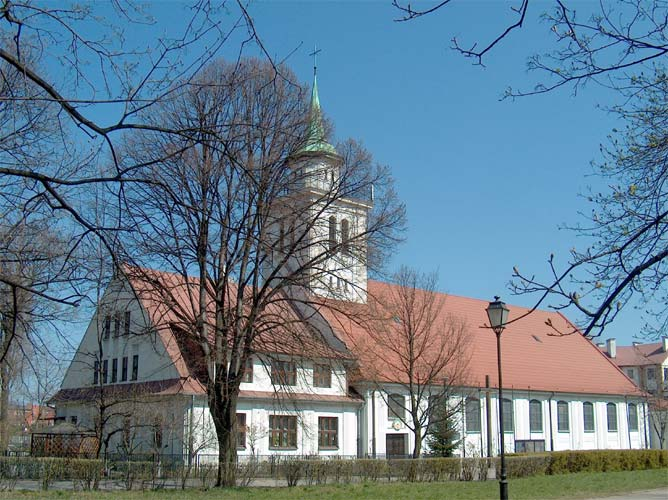
Kościół Św. Stanisława Biskupa
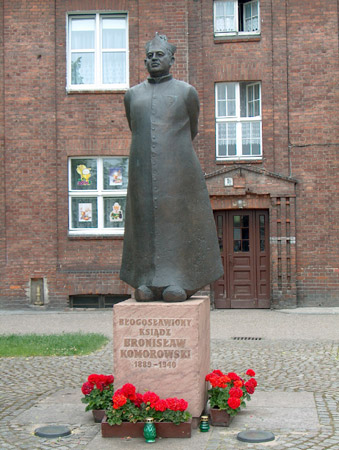
Pomnik ks. Br. Komorowskiego na Placu Komorowskiego
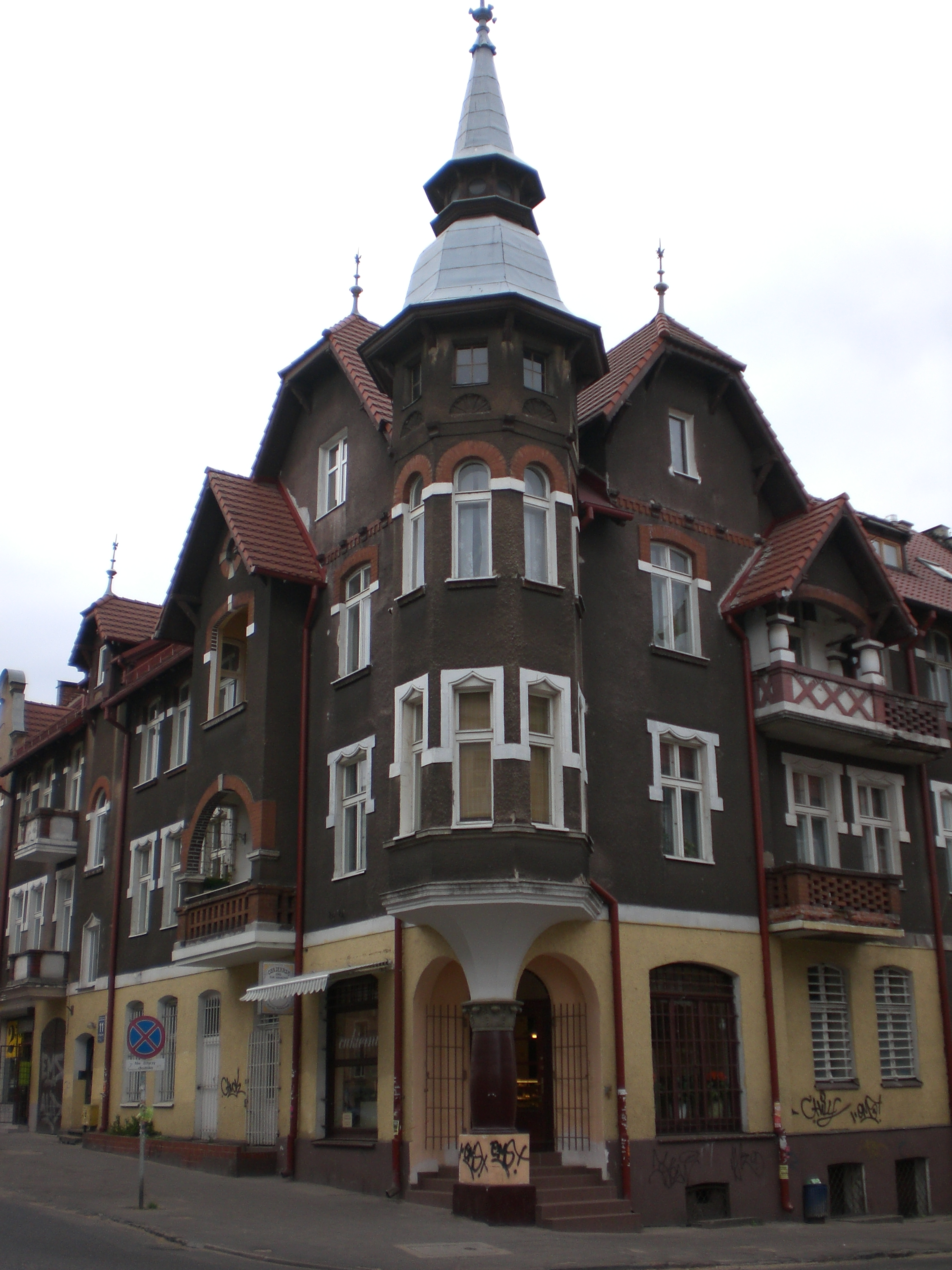
Kamienica na rogu ul. Wajdeloty i ul. Grażyny
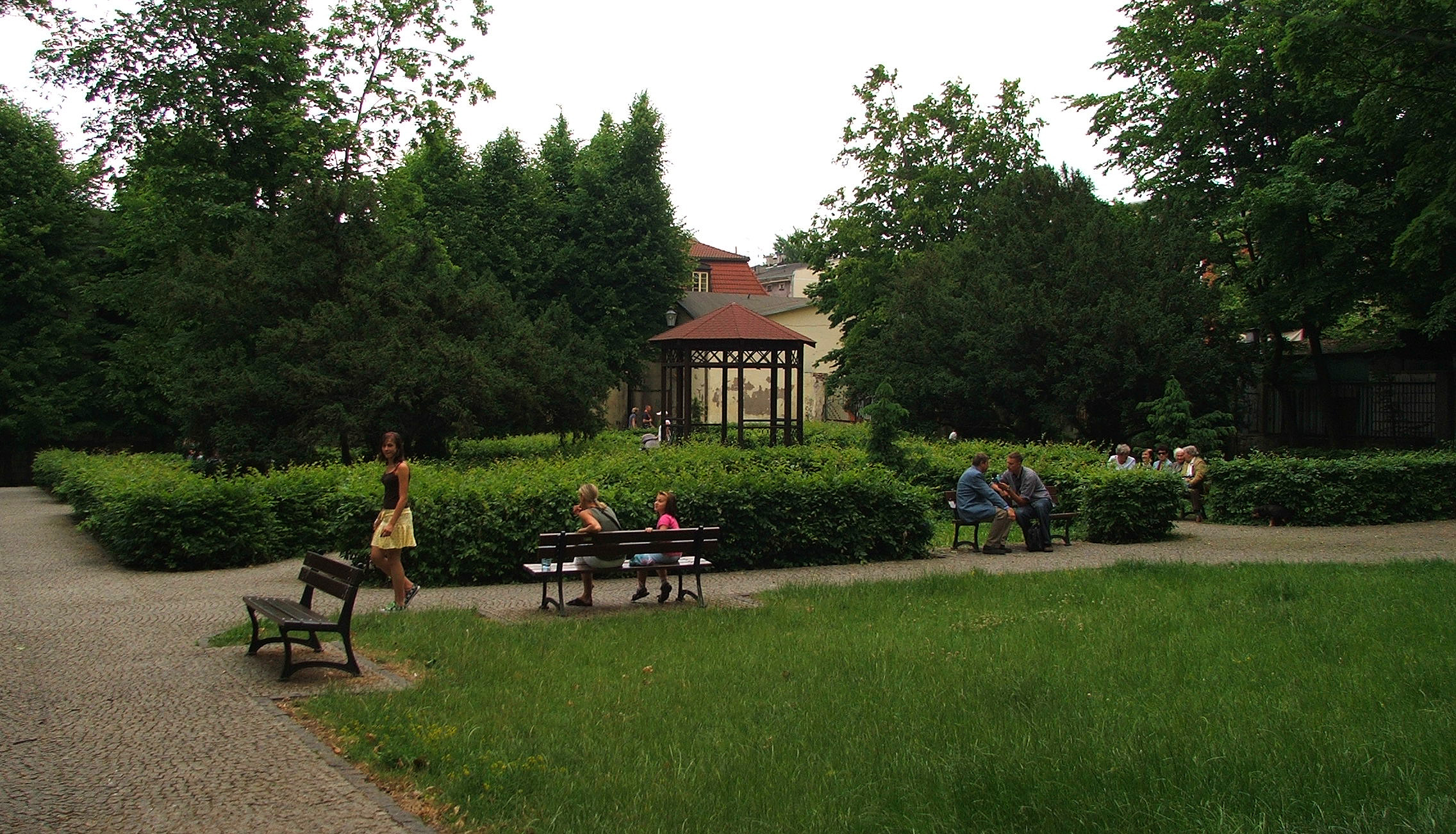
Park Kuźniczki
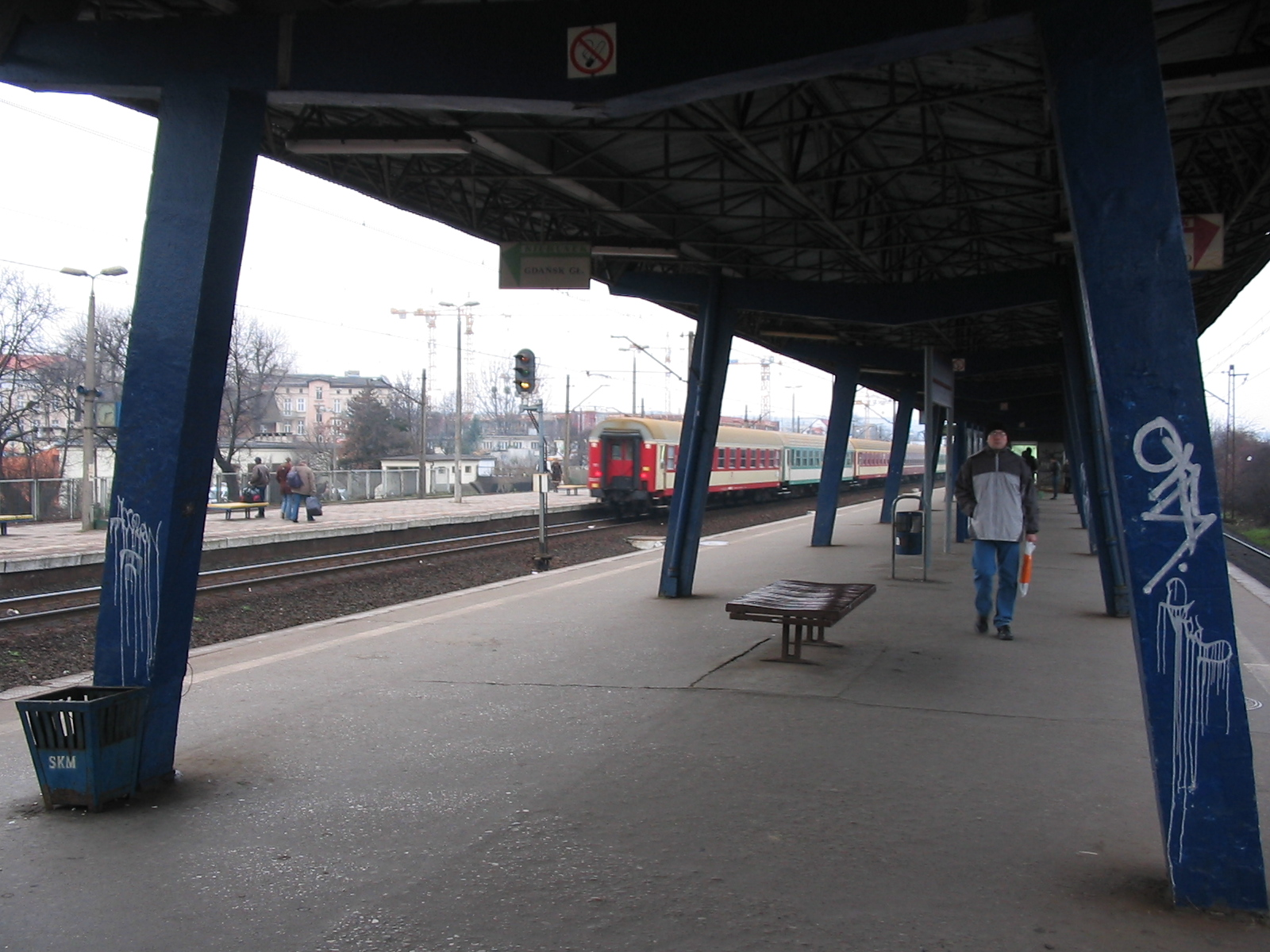
Fragment stacji kolejowej i przystanku SKM przed remontem w 2013
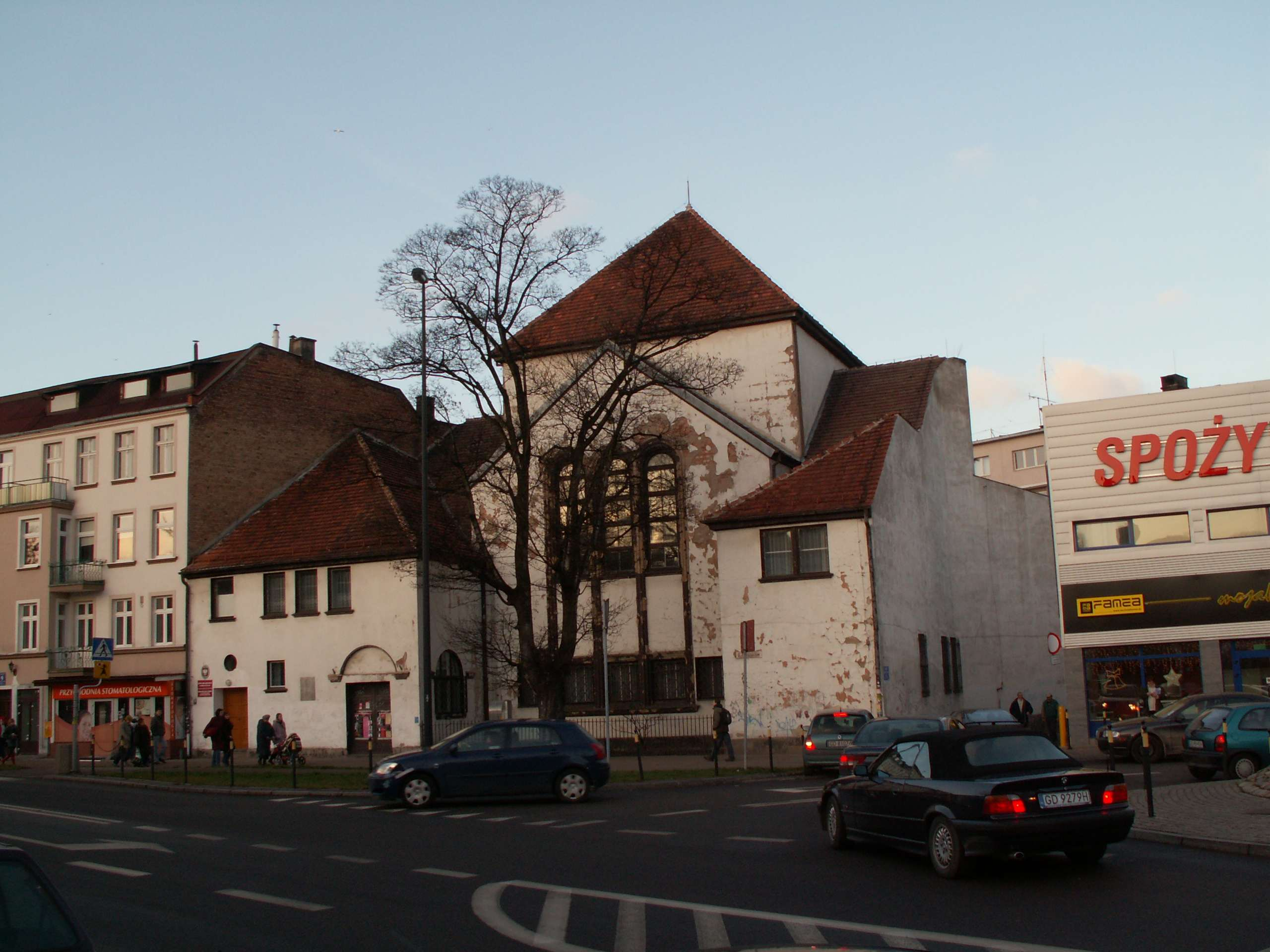
Nowa Synagoga przy ul. Partyzantów
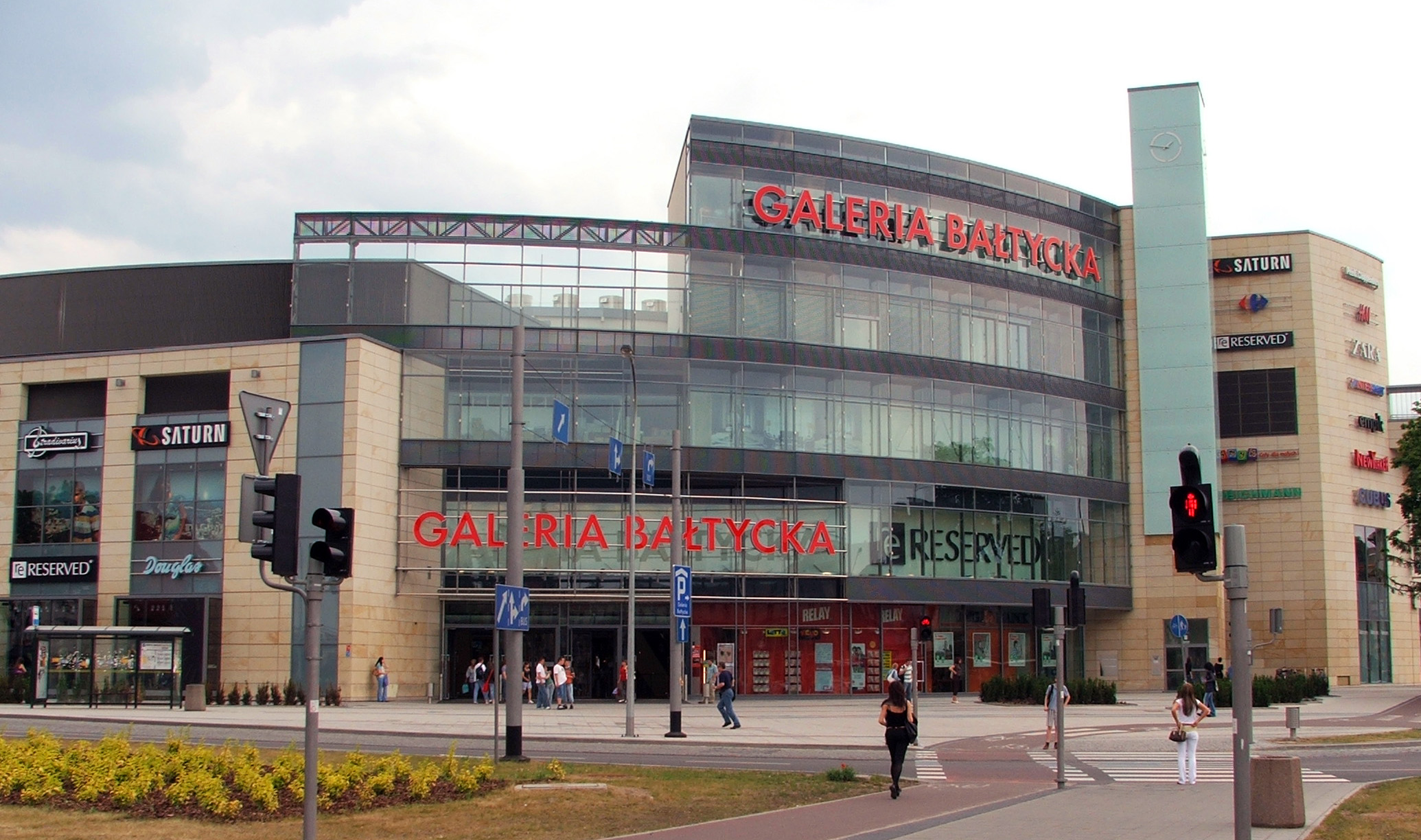
Galeria Bałtycka
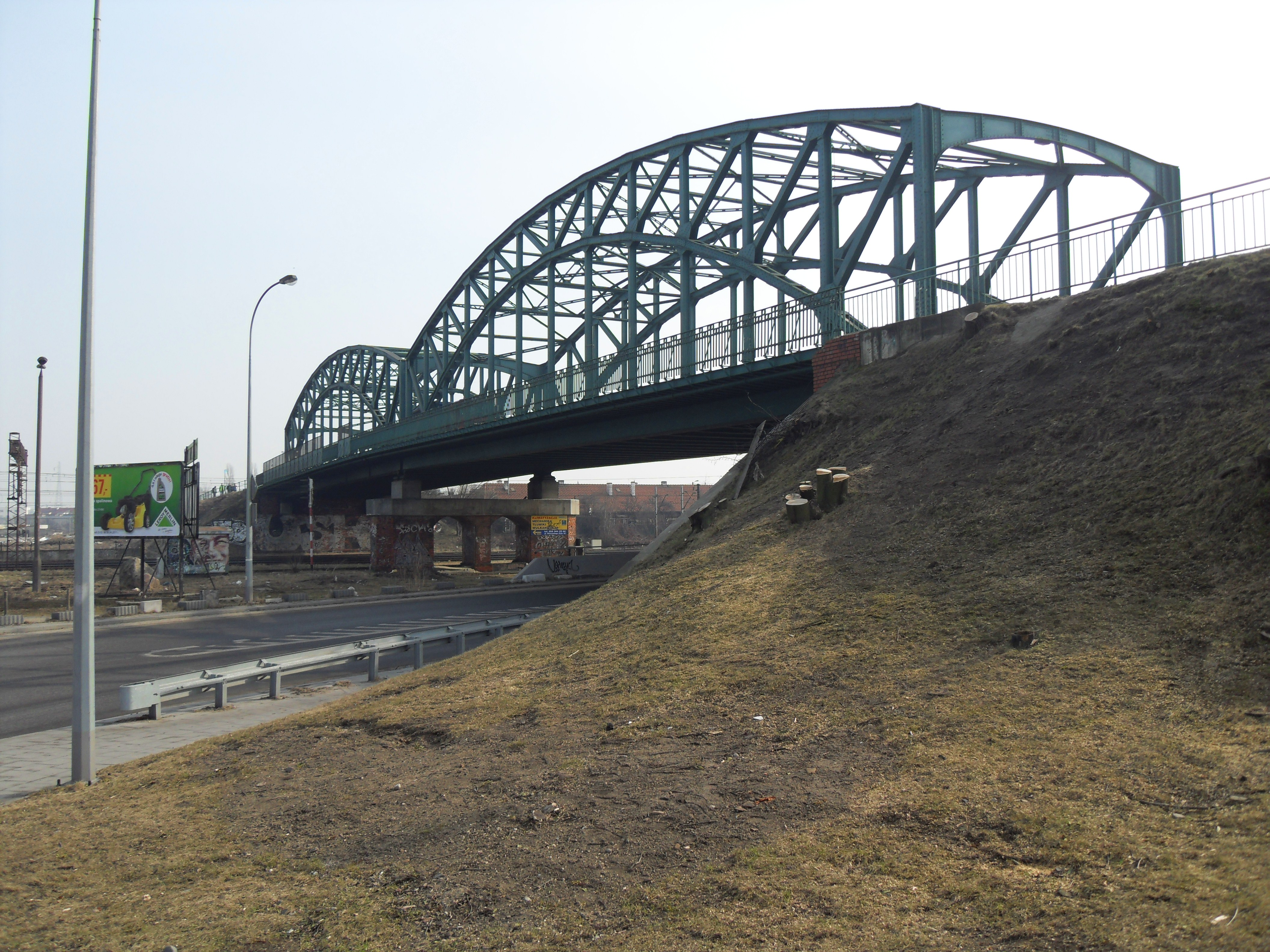
Wiadukt drogowy łączący Dolny i Górny Wrzeszcz przy ul. Kościuszki
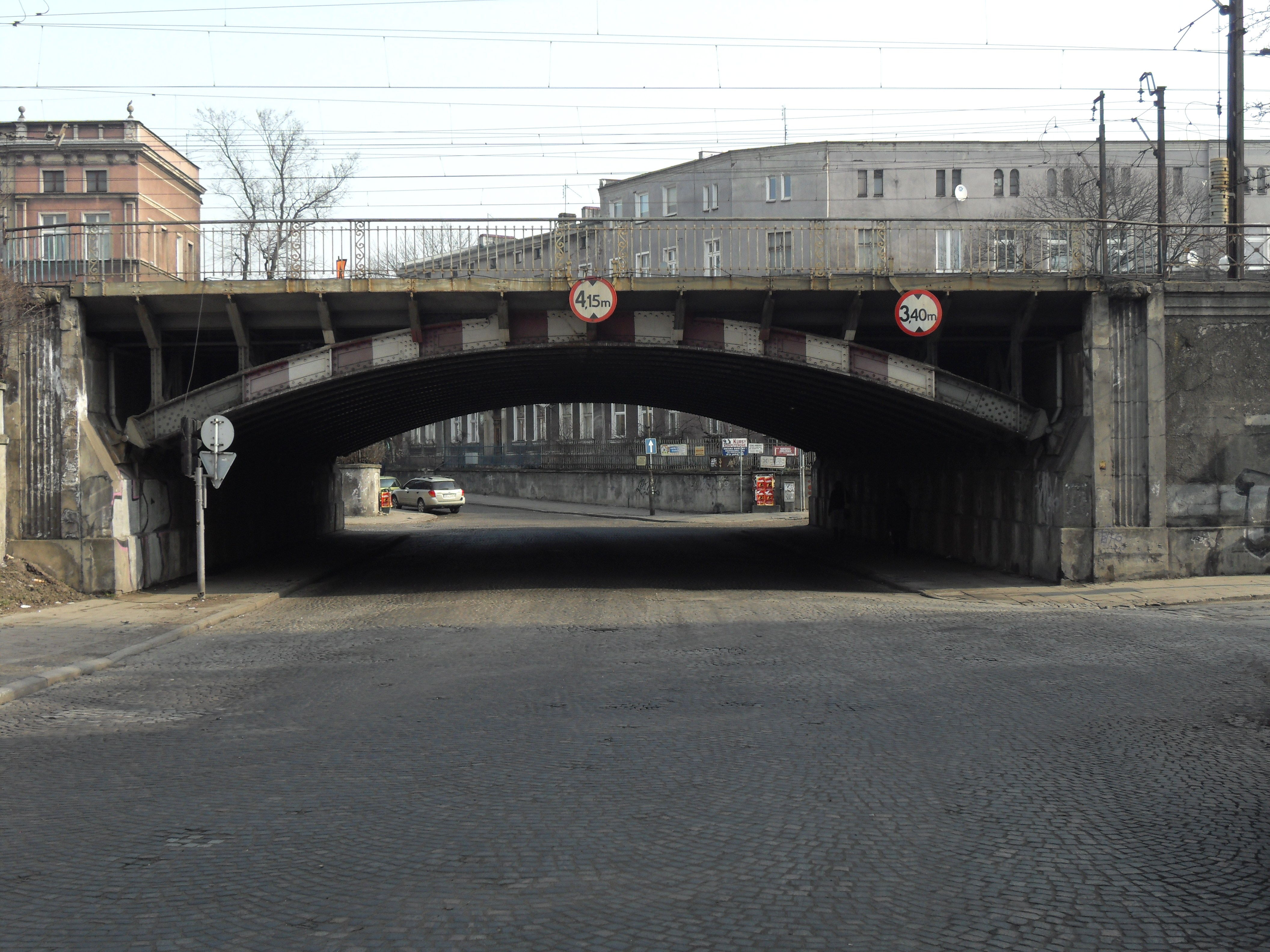
Przejazd między Wrzeszczem Górnym (ul. Dmowskiego) a Dolnym (ul. Wajdeloty) pod torami kolejowymi
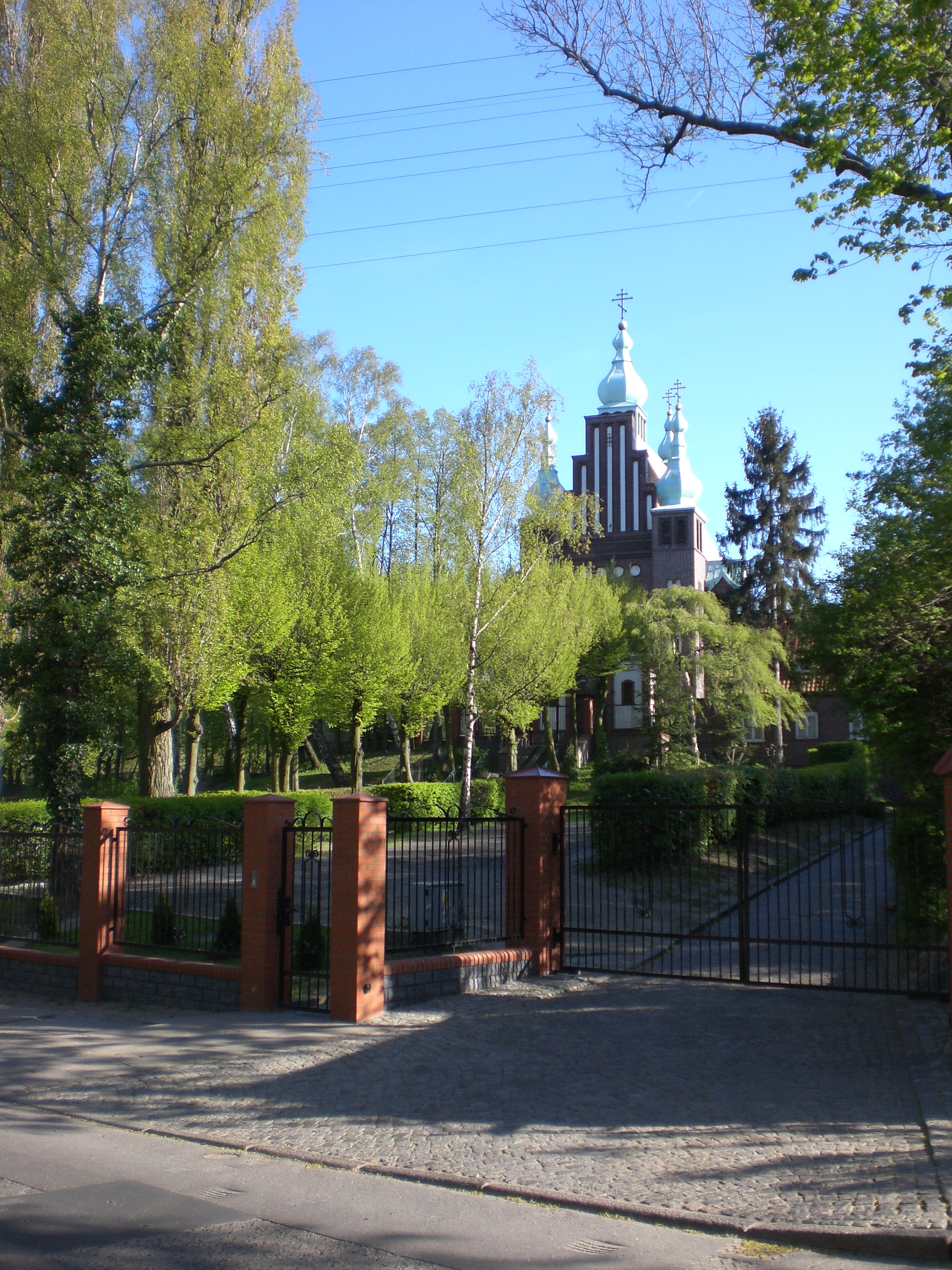
Cerkiew prawosławna pw. św. Mikołaja
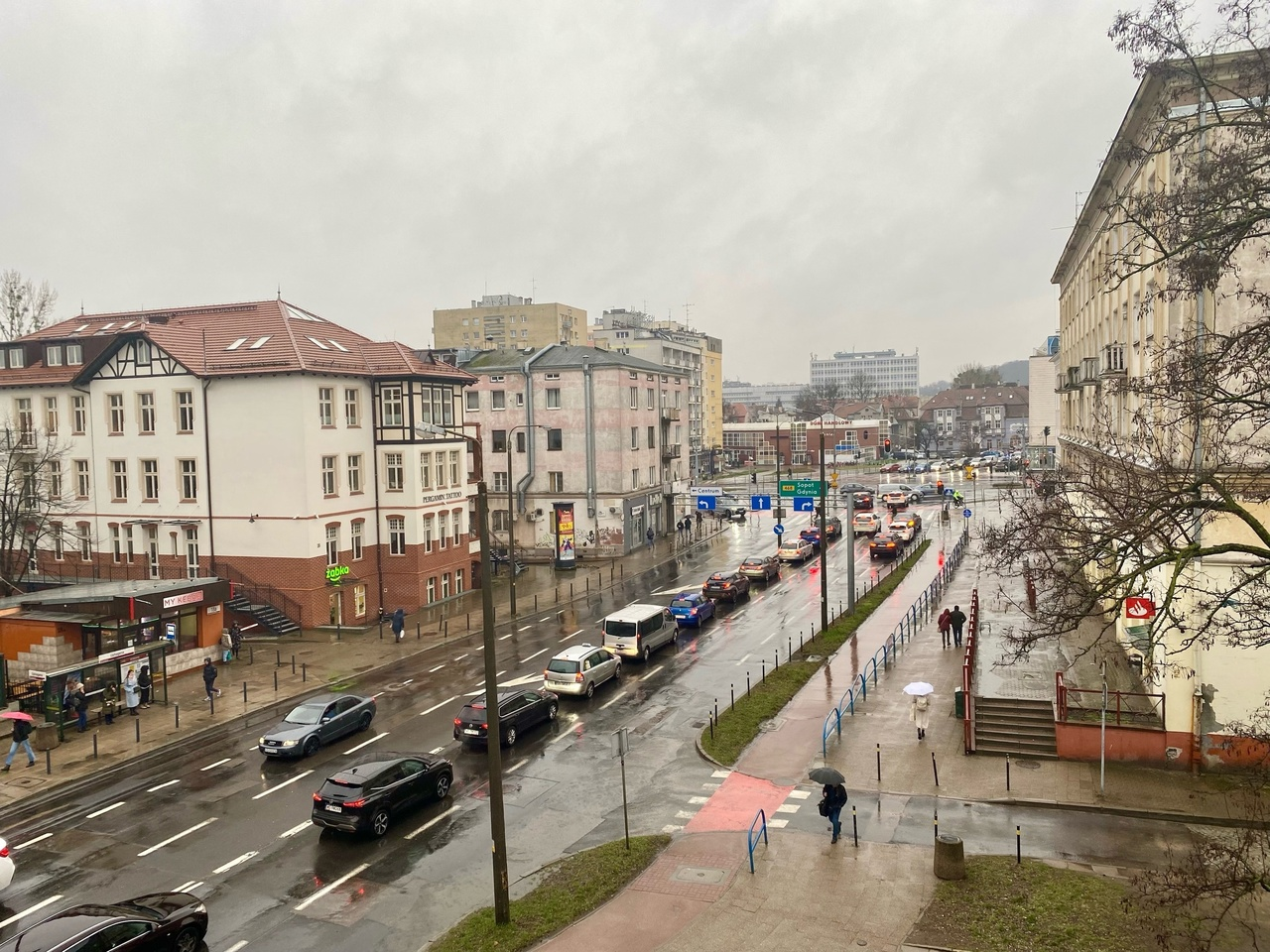
Ulica Księdza Leona Miszewskiego